# Heinrich Zimmermann (Politiker, 1822)
Heinrich Lorenz Zimmermann (* 22. Dezember 1822 in Obernjesa im Landkreis Göttingen; † 10. Oktober 1910 in Schlüchtern) war ein deutscher Landwirt und Mitglied des Preußischen Abgeordnetenhauses.

## Leben
Heinrich Zimmermann war Landwirt und Vorsitzender des landwirtschaftlichen Kreisvereins, engagierte sich als Mitglied der Nationalliberalen Partei politisch und kam in den Stadtrat und war Vizebürgermeister. Daneben hatte er einen Sitz im Kreistag. 
Von 1877 bis 1882 war er Mitglied des Preußischen Abgeordnetenhauses, gewählt im Wahlkreis Kassel 6 (Hersfeld, Rotenburg) als Kandidat der Nationalliberalen Partei (NLP). 1879 wechselte Zimmermann zur Freikonservativen Partei, die politisch zwischen der traditionelleren Deutschkonservativen Partei und der NLP stand. 